# 209 (число)
209 (Дві́сті де́в'ять) — натуральне число між 208 та 210.
- 209 день в році — 28 липня (у високосний рік — 27 липня).

## В інших галузях
- 209  рік, 209 до н. е.
- В Юнікоді 00D1  16  — код для символу «N» (Latin Capital Letter N With  Tilde).
- NGC 209 — галактика в сузір'ї Кит.
- Щ-209 — радянська дизель-електрична торпедна підводний човен часів Другої світової

війни.